# Yochelson Ridge
Yochelson Ridge är en bergstopp i Antarktis. Den ligger i Västantarktis. Chile gör anspråk på området. Toppen på Yochelson Ridge är 1 629 meter över havet, eller 75 meter över den omgivande terrängen. Bredden vid basen är 0,99 km.
Terrängen runt Yochelson Ridge är huvudsakligen kuperad, men norrut är den platt. Trakten är obefolkad. Det finns inga samhällen i närheten. 